# Wiedemannia falcifera
Wiedemannia falcifera är en tvåvingeart som beskrevs av Vaillant 1967. Wiedemannia falcifera ingår i släktet Wiedemannia och familjen dansflugor. Inga underarter finns listade i Catalogue of Life.